# 羽島市公共施設巡回バス
羽島市公共施設巡回バス（はしましこうきょうしせつじゅんかいバス）とは、かつて岐阜県羽島市が運行していたコミュニティバス（80条バス）である。日祝日運休。
2007年（平成19年）10月1日より、路線の統合が行なわれ、羽島市コミュニティバスに統合された。

## ルート
- 青バスコース線
  - 羽島温泉 - 市之江 - 市役所 - 笠松南事務所 - 市役所 - JR岐阜羽島駅 - 岐阜県立看護大学 - 羽島温泉
- 赤バスコース線
  - 羽島温泉 - 大須 - 市民プール - JR岐阜羽島駅 - 市役所 - 南及 - 市役所 - 羽島温泉

## 運賃
1乗車100円均一。

## 歴史
- 2001年（平成13年）10月1日：羽島市公共施設巡回バスの運行開始。西コース（長良コース）と東コース（木曽コース）の2路線。
- 2003年（平成15年）5月6日：西コースを青バスコース、東コースを赤バスコースに路線の変更。笠松南事務所バス停にて笠松町公共施設巡回町民バスに接続可能になる。
- 2007年（平成19年）10月1日：羽島市コミュニティバスに統合される。